# Scapino Ballet Rotterdam
Le Scapino Ballet Rotterdam est une compagnie de danse contemporaine en résidence à Rotterdam aux Pays-Bas. Fondé en 1945 par Hans Snoeck en tant que compagnie d'enfants, le Scapino Ballet s'est rapidement forgé une image de qualité dans le milieu de la danse contemporaine européenne.
Plusieurs chorégraphes ont mis en scène des spectacles de danse avec la compagnie. On peut citer par exemple la chorégraphe Annabelle Lopez Ochoa.
Son directeur artistique actuel est Ed Wubbe, poste qu'il occupe depuis 1992.